# Kyoko Iwasaki
Kyoko Iwasaki (japonês: 岩崎恭子, Hepburn: Iwasaki Kyoko, Numazu, 21 de julho de 1978) é uma nadadora japonesa, campeã olímpica dos 200 metros peito nas Olimpíadas de Barcelona em 1992 e, até ao momento, foi o nadador mais jovem (homem ou mulher) a ganhar uma medalha de ouro, com apenas 14 anos e 6 dias.